# Nasirpur
Nasirpur (en sindhi : نصر پور) est une ville pakistanaise située dans le district de Tando Allahyar, dans le centre de la province du Sind. C'est la deuxième plus grande ville du district. Elle est située à près de vingt kilomètres au nord-ouest de Tando Allahyar.
La population de la ville a été multipliée par plus de cinq entre 1972 et 2017, passant de 6 032 habitants à 34 605. Entre 1998 et 2017, la croissance annuelle moyenne s'affiche à 6,9 %, bien supérieure à la moyenne nationale de 2,4 %. Selon le recensement de 2023, la population de la ville monte à 35 397 habitants.
|            | 1972 (rec.) | 1981 (rec.) | 1998 (rec.) | 2017 (rec.) | 2023 (rec.) |
| ---------- | ----------- | ----------- | ----------- | ----------- | ----------- |
| Population | 6 032       | 6 774       | 9 757       | 34 605      | 35 397      |